# Hellzapoppin'
Hellzapoppin' es un álbum de estudio de la banda neozelandesa The 3Ds, lanzado en 1992 por Flying Nun Records en Nueva Zelanda y Festival Records en Estados Unidos.

## Lista de canciones
Lado A
1. «Outer Space» – 3:14
2. «Ugly Day» – 2:52
3. «Sunken Head» – 3:45
4. «Swallow» – 2:44
5. «Sunken Treasure» – 3:48
6. «Hellzapoppin» – 2:22

Lado B
1. «Leave the Dogs to Play» – 3:19
2. «Hairs» – 2:37
3. «Something in the Water» – 2:22
4. «Homo Necans» – 3:20
5. «One Eye Opened» – 2:32
6. «Teacher Is Dead» – 3:05
7. «Jewel» – 4:05

Pista extra
1. "Baby's on Fire" (Brian Eno) – 4:10 (Lado B del sencillo de 7'' "Outer Space")

## Personal
- David Mitchell – guitarra, voz
- Denise Roughan – bajo, teclados, voz
- David Saunders – guitarra, voz
- Dominic Stones – batería